# Gholam Mohseni
Gholam Hosejn Mohseni (pers. غلامحسین محسنی) – irański zapaśnik w stylu klasycznym. Srebrny medalista mistrzostw Azji w 1983. Startował w kategorii 57 kg.